# Nakskov Gamle Apotek
Det Gamle Apotek eller Nakskov Gamle Apotek, tidligere Nakskov Løve Apotek, er et tidligere apotek, der ligger på Axeltorv 3 i Nakskov på Lolland. Komplekset består af en hovedbygning fra 1777 og en sidebygning fra 1600-tallet, der begge blev fredet i 1919.
Apoteket ligger ved siden af en anden fredet bygning i byen; Theisens Gård.

## Historie
Nakskov Løve Apotek blev grundlagt d. 27. september 1645 af Christian Severus, da han fik kongelig tilladelse af Frederik 3. til at drive apotek. H Navnet blev ændret til Nakskov Gamle Apotek, da Nakskov Ny Apotek (senere Nybro Apotek) åbnede i 1913. Det gamle apotek blev gjort til en afdeling i Nakskov Nybro Apotek d. 1. december 1978. Navnet Nakskov Løve Apotek blev overflyttet til Nakskov Nybro Apotek d. 12. december 1994. Det gamle apotek lukkede d. 30. september 1995.

## Arkitektur
Apoteket består af en hovedbygning i klassicistisk stil fra 1777 samt et sidehus fra 1600-tallet. Begge bygninger blev fredet i 1919.